# Kirsten Hastrup
Kirsten Blinkenberg Hastrup (1948) é uma antropóloga dinamarquesa e professora de antropologia na Universidade de Copenhague. Ela tem um interesse especial na conjunção entre a história e a cultura da Islândia e da Groenlândia, publicando amplamente em ambos, ao mesmo tempo em que examina a relação entre o teatro e a antropologia. Hastrup foi presidente da Real Academia Dinamarquesa de Ciências e Letras de 2008 a 2016.

## Biografia
Nascida em 20 de fevereiro de 1948 em Copenhague, Hastrup é uma das cinco filhas do médico Bent Faurschou Hastrup (1922-1985) e sua esposa Else Blinkenberg, educadora. Depois de se matricular na Aarhus Cathedral School em 1965, ela estudou geografia e biologia na Universidade de Aarhus. Ela passou a estudar etnografia na Universidade de Copenhague, recebendo grau de Mestre em 1973. No ano seguinte, ela recebeu a medalha de ouro da universidade por pesquisar o lugar da mulher na antropologia.
Em 1968, casou-se com seu colega Jan Ovesen, com quem teve quatro filhos. Mudou-se com os filhos para a Universidade de Oxford em 1974, iniciando um curso de doutorado que a levou para Assam, na Índia. Ela não conseguiu concluir a tarefa, pois a área logo foi fechada para visitantes como resultado de conflitos políticos. Ela então decidiu se juntar à equipe da Universidade de Aarhus em 1976, na esperança de realizar trabalho de campo na Islândia. Ela aprendeu islandês e estudou a história do país, tendo um interesse especial na Idade Média. Com o acordo de Oxford, ela escreveu sua tese sobre Classificação Cultural e História com Referência Especial à Islândia Medieval (1979), obtendo um doutorado em 1980. No mesmo ano, seu trabalho levou à criação da antropologia histórica como uma nova disciplina universitária na Dinamarca.
Em 1982, viajou para a Islândia, onde passou meio ano no Instituto Árni Magnússon de Estudos Islandêses, onde pesquisou pela primeira vez de forma abrangente a história da Islândia de 1400 a 1800, mostrando que o declínio geral no período foi resultado da A abordagem e a gestão próprias dos islandeses, em vez de fatores externos, como se pensava anteriormente. Ela publicou suas descobertas como Nature and Policy in Iceland 1400–1800, que finalmente lhe rendeu um segundo doutorado como dr.scient.soc ou doutora em ciências sociais da Universidade de Copenhague em 1990. Ela passou mais um período realizando trabalho de campo em uma fazenda e em uma vila de pescadores na Islândia, examinando a relação entre a história social e a identidade cultural. Seu trabalho foi documentado em uma trilogia que abrange Culture and History (1985), Nature and Policy (1990) e A Place Apart (1998). Hastrup também iniciou um projeto de pesquisa maior, de dois anos, que levou à publicação de Den nordiske verden (The Nordic World) em 1992.
De 1985 a 1990, Hastrup foi professora de pesquisa na Universidade de Aarhus, onde seu trabalho se concentrava na relação entre o teatro e a antropologia. Isso levou à peça parcialmente autobiográfica Talabot apresentada no Odin Teatret de Holsterbro e em outros locais em todo o mundo durante um período de três anos. Em 1990, foi nomeada professora na Universidade de Copenhaga, onde continuou o seu interesse pelo teatro, organizando uma grande conferência sobre antropologia teatral. Em 1966, ela viajou para a Inglaterra para pesquisar a história da tradição do teatro shakespeariano em colaboração com a Royal Shakespeare Company. Seu interesse na relação entre as estruturas humanas e o processo de mudança resultou em sua nomeação como a primeira chefe de pesquisa do Centro Dinamarquês de Direitos Humanos em 1998. Isso, por sua vez, levou à presidência da Real Academia Dinamarquesa de Ciências e Letras de abril de 2008 a junho de 2016.
Mais recentemente, de 2009 a 2014, Hastrup dirigiu o Waterworlds, um importante projeto de pesquisa europeu que analisa as respostas sociais às mudanças climáticas, seguido por trabalho de campo na Groenlândia, onde ela pesquisou os efeitos do mundo moderno em uma pequena comunidade de caçadores.

## Prêmios
Hastrup recebeu vários prêmios, incluindo:
- 2010: Prêmio Ebbe Munck por sua biografia do explorador polar Knud Rasmussen
- 2012: Gad Rausing Award por excelente pesquisa humanitária da Real Academia Sueca de Letras, História e Antiguidades

Hastrup é membro da Academia Britânica e membro da Academia Norueguesa de Ciências e Letras.

## Obras publicadas
Hastrup publicou cerca de 40 livros, incluindo:
- Hastrup, Kirsten (1985). Culture and History in Medieval Iceland: An Anthropological Analysis of Structure and Change (em inglês). [S.l.]: Clarendon Press. ISBN 978-0-19-823250-6
- Hastrup, Kirsten (1990). Nature and Policy in Iceland, 1400-1800: An Anthropological Analysis of History and Mentality (em inglês). [S.l.]: Clarendon Press. ISBN 978-0-19-827728-6
- Hastrup, Kirsten; Hervik, Peter (1994). Social Experience and Anthropological Knowledge (em inglês). [S.l.]: Routledge. ISBN 978-1-134-84389-3
- Hastrup, Kirsten (1995). A Passage to Anthropology: Between Experience and Theory (em inglês). [S.l.]: Routledge. ISBN 978-1-135-10064-3
- Hastrup, Kirsten; Olwig, Karen Fog (1997). Siting Culture: The Shifting Anthropological Object (em inglês). Londres, Reino Unido: Routledge. ISBN 978-1-134-74945-4
- Hastrup, Kirsten (1998). A Place Apart: An Anthropological Study of the Icelandic World (em inglês). [S.l.]: Clarendon Press. ISBN 978-0-19-823380-0
- Hastrup, Kirsten (2004). Action: Anthropology in the Company of Shakespeare (em inglês). [S.l.]: Museum Tusculanum Press. ISBN 978-87-7289-793-6
- Hastrup, Kirsten (2013). Anthropology and Nature (em inglês). [S.l.]: Routledge. ISBN 978-1-134-46321-3
- Hastrup, Kirsten; Rubow, Cecilie (2014). Living with Environmental Change: Waterworlds (em inglês). [S.l.]: Routledge. ISBN 978-1-317-75362-9